# Сеген, Джулианна
Джулианна Сеге́н (фр. и англ. Julianne Séguin; род. 7 ноября 1996, Монреаль, Квебек) — канадская фигуристка, выступавшая в парном катании. В паре с Чарли Билодо становилась победителем Гран-при США (2016), серебряным призёром чемпионата Канады (2016, 2018) и участницей Олимпийских игр (2018).
Сеген совмещала выступления в одиночном и парном катании. Начинала карьеру как одиночница. Была бронзовым призёром чемпионата Канады среди юниоров (2012), участницей чемпионата четырёх континентов (2013) и бронзовым призёром Челленджера Autumn Classic International (2014).
С 2011 года тренировалась с партнёром Эндрю Эвансом, финишировав с ним на девятом месте чемпионата Канады (2012). Позже в том же году образовала спортивную пару с Чарли Билодо, с которым каталась на протяжении пяти сезонов, добившись основных успехов в карьере.

## Биография

### Юниорская карьера
Джулианна Сеген родилась во франкоговорящей канадской провинции Квебек в ноябре 1996 года. Фигурным катанием занимается с 2001 года.
Весной 2011 года она встала в пару с возрастным фигуристом Эндрю Эвансом. Однако их совместные выступления не дали хороших результатов и пара через год прекратила своё существование. Параллельно в это время Джулианна выиграла бронзовую медаль как одиночница в первенстве Канады среди юниоров.
На следующий год Сеген уделяла внимание лишь одиночному катанию и попала в сборную Канады на чемпионат четырёх континентов в Осаку. Вскоре после этого чемпионата она встала в пару с Билодо, который после распада своей пары искал партнёршу.
В олимпийский сезон в чемпионате Канады среди юниоров в парном катание Сеген с Билодо стали вице-чемпионами Канады. После национального чемпионата Джулианна была включена в состав сборной Канады на юниорский чемпионат мира в Болгарию. Однако за неделю до старта из-за проблем со здоровьем пара была вынуждена сняться со стартов.
В послеолимпийский сезон пара выступила очень удачно на этапах юниорского Гран-при, выиграв два этапа и уверенно вышла в финал в Барселоне. В Испании канадские фигуристы уверенно выиграли золотые медали. На национальном чемпионате пара финишировала с бронзовыми медалями. Со второго раза пара доехала до юниорского чемпионата мира в Таллин, где в сложной борьбе они уступили первое место китайским фигуристам, однако при этом они улучшили все свои прежние спортивные достижения во всех категориях.

### Карьера во взрослом спорте
Завершали свой сезон спортсмены на мировом чемпионате в КНР. В Шанхае фигуристы выступили очень удачно, вновь улучшили свои достижения в произвольной программе и сумме. При этом они обошли и вторую канадскую пару (которой проиграли на чемпионате страны) и вошли в десятку на чемпионате мира.
Новый сезон пара открыла в Германии на турнире Небельхорн. Через месяц пара выступала в США на серии Гран-при Skate America. Фигуристы выступили очень неплохо, в сложной борьбе они заняли третье место; при этом были улучшены все прежние спортивные достижения. Далее пара выступала на этапе Гран-при Trophée Bompard, однако, после коротких программ, соревнования были отменены из соображений безопасности (в столице Франции произошла серия терактов). Однако они сумели пробиться в финал Гран-при, который проходил в Барселоне. На самом финале фигуристы превзошли самих себя они превзошли все свои прежние достижения и заняли четвёртое место. На национальном чемпионате фигуристы стали вице-чемпионами. Однако далее последовало досрочное прекращение сезона по медицинским соображениям.
Новый предолимпийский сезон канадская пара начала дома в Монреале на турнире Autumn Classic International, где они уверенно заняли первое место и превзошли все свои прежние спортивные достижения. В середине октября канадские фигуристы также заняли первое место на этапе Гран-при в Чикаго, на Кубке Америки. В начале ноября канадцы выступали на своём втором этапе Гран-при в Москве, где на Кубке Ростелекома они заняли место в середине турнирной таблицы. Однако это позволило им выйти в финал Гран-при, в Марселе. Во Франции они сумели после произвольной программы уйти с последнего места и заняли пятое место. Перед самым Новым Годом партнёрша получила сотрясение мозга, спортсмены надеялись выступить на национальном чемпионате в январе 2017 года, однако этого не случилось и они в последний момент снялись со стартов. В конце марта канадские парники после травмы появились на мировом чемпионате в Хельсинки, где заняли одиннадцатое место.

### Олимпийский сезон
Новый олимпийский сезон канадские парники начали дома в Монреале, где на турнире Autumn Classic International они выступили уверенно, и финишировали с бронзовыми медалями. Через месяц они выступали в серии Гран-при на российском этапе, где пара финишировала в середине турнирной таблицы. Спустя ещё три недели спортсмены приняли участие в японском этапе серии Гран-при, где финишировали рядом с пьедесталом. В начале 2018 года пара в Ванкувере удачно выступила на национальном чемпионате. Они стали вице-чемпионами страны и вошли в олимпийский состав. В середине февраля 2018 года в Канныне начались соревнования и в индивидуальном турнире. Они финишировали в конце первой десятки. 
В завершающей стадии подготовки к новому, после олимпийскому сезону, внезапно для всех; канадская пара распалась. Желание исходило от партнёра.

## Результаты

### Парное катание
(Результаты выступлений в парном катании с Эндрю Эвансом)
| Соревнования     | 11/12 |
| ---------------- | ----- |
| Чемпионат Канады | 9     |

(Результаты выступлений в парном катании с Чарли Билодо)
| Соревнования                | 13/14         | 14/15         | 15/16         | 16/17         | 17/18         |
| Международные               | Международные | Международные | Международные | Международные | Международные |
| --------------------------- | ------------- | ------------- | ------------- | ------------- | ------------- |
| Олимпийские игры            |               |               |               |               | 9             |
| Чемпионат мира              |               | 8             |               | 11            | 22            |
| Финал Гран-при              |               |               | 4             | 5             |               |
| Гран-при Японии             |               |               |               |               | 4             |
| Гран-при России             |               |               |               | 5             | 5             |
| Гран-при США                |               |               | 3             | 1             |               |
| Гран-при Франции            |               |               | 3             |               |               |
| Autumn Classic              |               |               |               | 1             | 3             |
| Nebelhorn Trophy            |               |               | 5             |               |               |
| Международные среди юниоров |               |               |               |               |               |
| Чемпионат мира              |               | 2             |               |               |               |
| Финал Гран-при              |               | 1             |               |               |               |
| Гран-при Германии           |               | 1             |               |               |               |
| Гран-при Чехии              | 4             | 1             |               |               |               |
| Гран-при Белоруссии         | 4             |               |               |               |               |
| Национальные                |               |               |               |               |               |
| Чемпионат Канады            |               | 3             | 2             |               | 2             |
| ЧК среди юниоров            | 2             |               |               |               |               |

### Одиночное катание
(Результаты выступлений в одиночном катании)
| Соревнования                | 11/12         | 12/13         | 13/14         | 14/15         |
| Международные               | Международные | Международные | Международные | Международные |
| --------------------------- | ------------- | ------------- | ------------- | ------------- |
| Четыре континента           |               | 11            |               |               |
| Гран-при Канады             |               |               |               | 12            |
| Autumn Classic              |               |               |               | 3             |
| Международные среди юниоров |               |               |               |               |
| Гран-при Мексики            |               |               | 6             |               |
| Гран-при Чехии              |               |               | 9             |               |
| Гран-при Франции            |               | 7             |               |               |
| Гран-при Словении           |               | 10            |               |               |
| Национальные                |               |               |               |               |
| Чемпионат Канады            |               | 6             | 7             |               |
| ЧК среди юниоров            | 3             |               |               |               |